# Friesenkapelle (Wenningstedt)

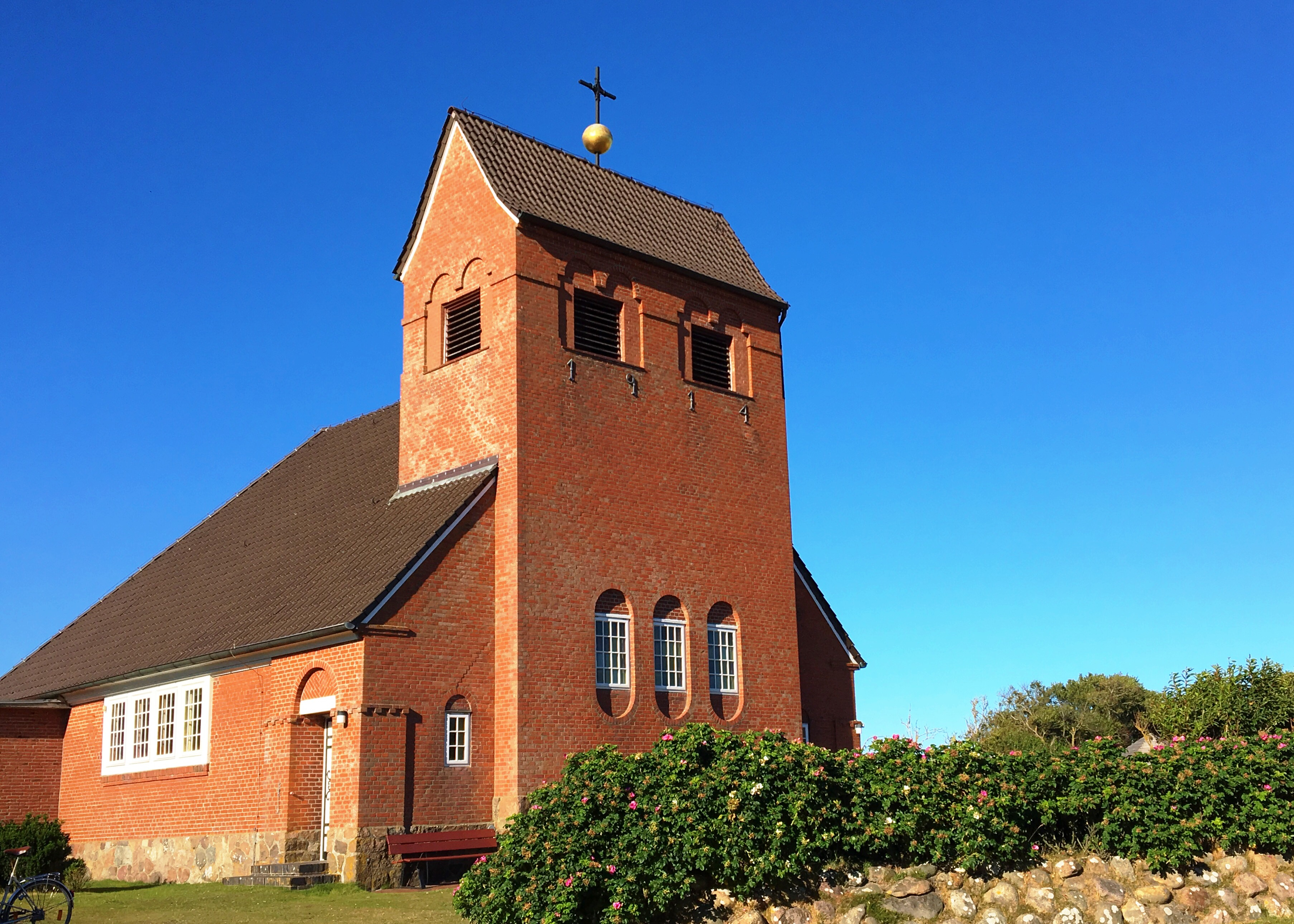
Friesenkapelle in Wenningstedt-Braderup

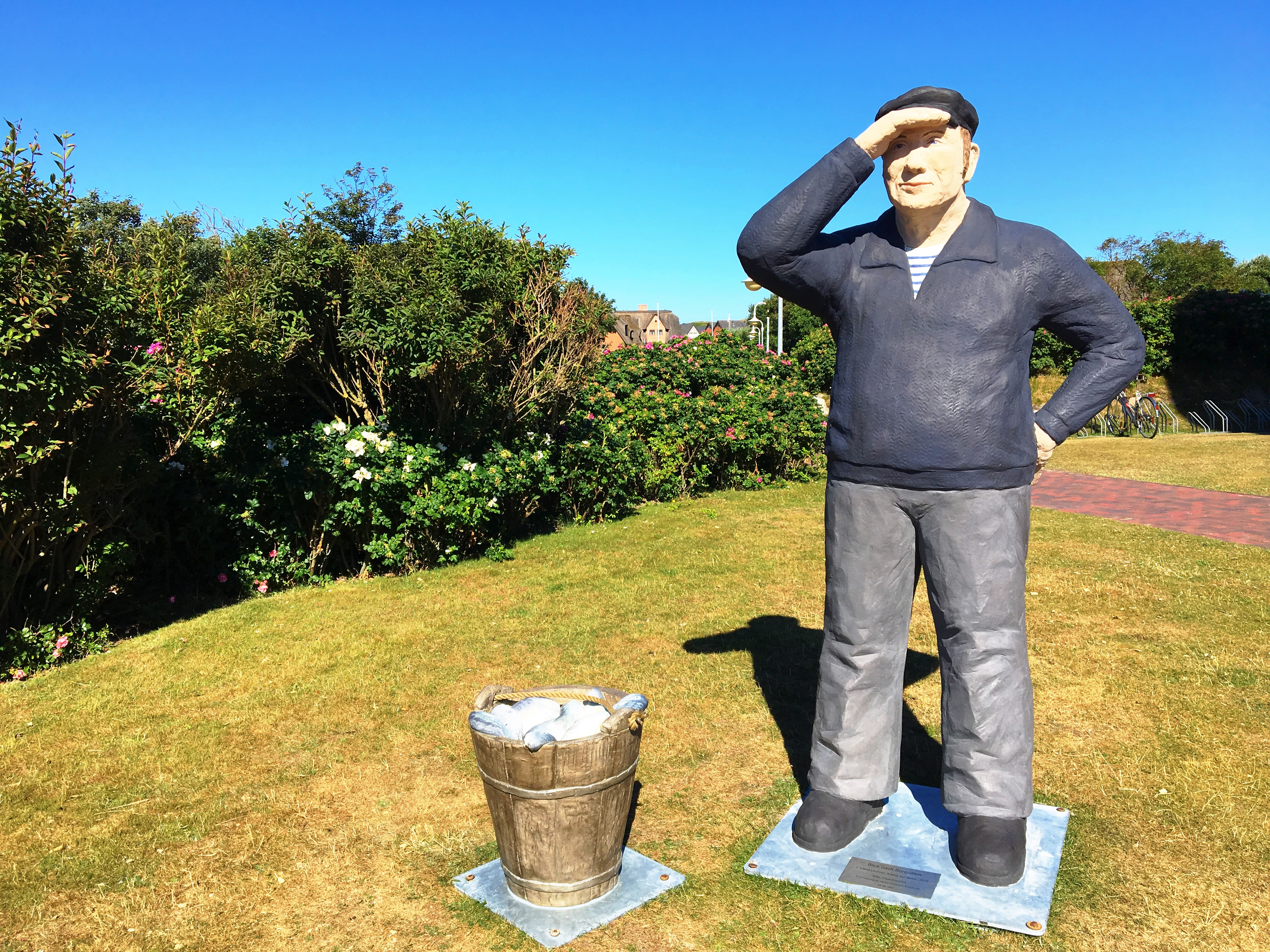
Blick nach Sorquitten

Die Friesenkapelle ist eine evangelisch-lutherische Kirche in Wenningstedt-Braderup auf Sylt. Zur Kirchengemeinde Norddörfer zählt auch Kampen, das vor 1864, als List zu den königlich-dänischen Enklaven gehörte, das nördlichste herzoglich-schleswigsche Dorf auf Sylt war.
Im Dezember 1914 begann der Bau der Kapelle mit der Grundsteinlegung. Die Einweihung fand am 20. Juni 1915 statt.
In direkter Nachbarschaft befinden sich auf der Vorderseite der Dorfteich und auf der Rückseite der Denghoog.

## Ausstattung

### Kunst
Das Deckengewölbe ist mit elf biblischen Bildern im Bauernmalerei-Stil bemalt. Die Entwürfe dafür fertigte der schwedische Künstler Kristoffer Zetterstrand an. Zu sehen sind u. a. Christus mit seinen Jüngern in einem Segelboot bei der Stillung des Sturmes (Mt 8,23–27 ), der Apostel Paulus mit Schwert und Bibel (Eph 6,17 ) und der Apostel Petrus mit Schlüssel (Mt 16,19 ).

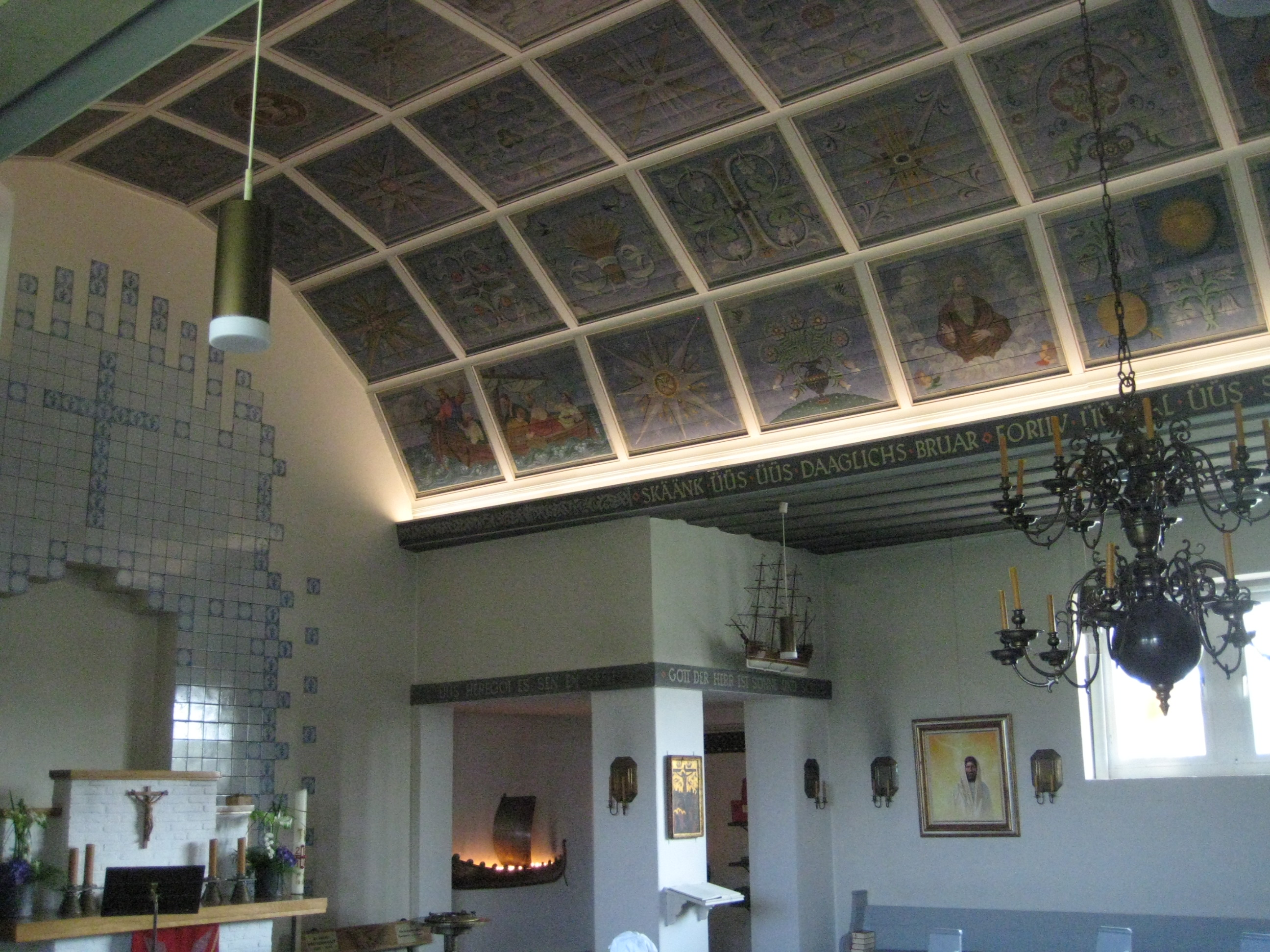
Kassettendecke mit Vaterunser auf Friesisch an der Basis

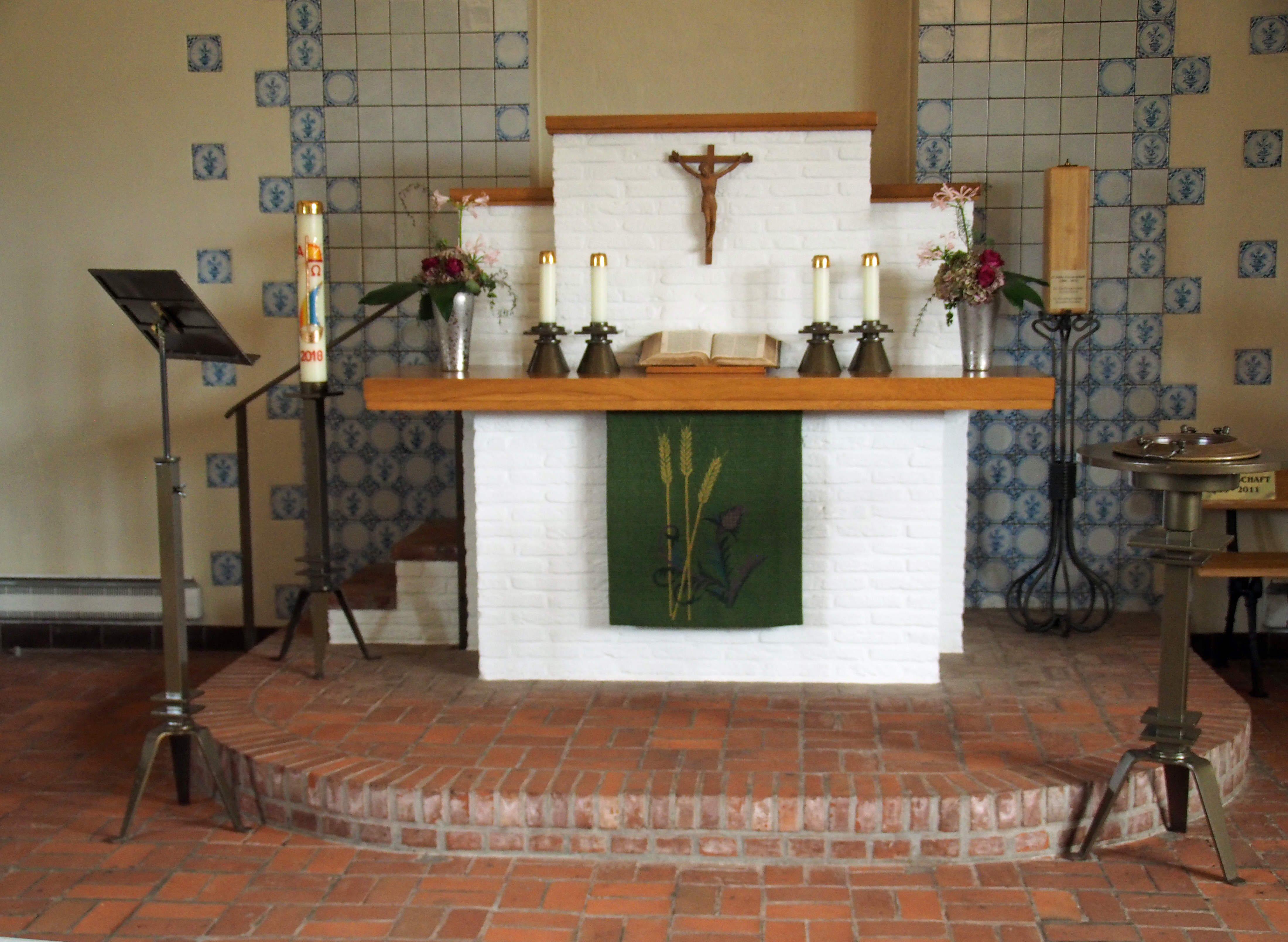
Altar in der Friesenkapelle

Auf einem Schriftband ist das Vaterunser in einer Reimfassung in Sölring (Sylterfriesisch) zu lesen:
Üüs Hemels Faader, let Din Noom bi üüs uur helig.

Tö üüs let kum Din Rik, Din Wel let üüs dö welig,

Skäänk üüs üüs daaglichs Bruar, foriiv üüs al üüs Sen,

Ek ön Forsjuk üüs föör, help tö en seelig Jen.
Der Altarraum hat mit seinem weiß-blauen Fliesenkreuz aus Delfter Kacheln einen authentisch friesischen Wandschmuck.
Rechts neben dem Altar hängt ein Kerzenschiff. Es ist vom ehemaligen Küster Fritz Hermann gestiftet worden und wurde nach seinem Entwurf von Kampens Edelmetallbauer Morell gebaut.
Vor der Friesenkapelle steht eine 2,20 m große Skulptur der Bildhauerin Christel Lechner. Das Werk "Blick nach Sorquitten" weist auf die lange Freundschaft zwischen der Norddörfer Kirchengemeinde und der polnischen Partnergemeinde in Sorquitten hin, in der eine ähnliche Fischer-Skulptur (Blick nach Sylt) aufgestellt wurde.

### Glocken
Die Friesenkapelle verfügt über drei Glocken. Die erste erklang ab März 1932 und zwei weitere ab 1966.
- Die h'-Glocke (238 kg) mit der Inschrift „Christus ist unser Friede“, gegossen von der Gießerei Ulrich im Jahre 1897
- Die d"-Glocke (184 kg) mit der Inschrift „Gott der Herr ist Sonne und Schild anno domini 1966“, gegossen von der Gießerei Rincker im Jahre 1966
- Die e"-Glocke (129 kg) ohne Inschrift, gegossen von der Gießerei Rincker im Jahre 1966

### Orgel

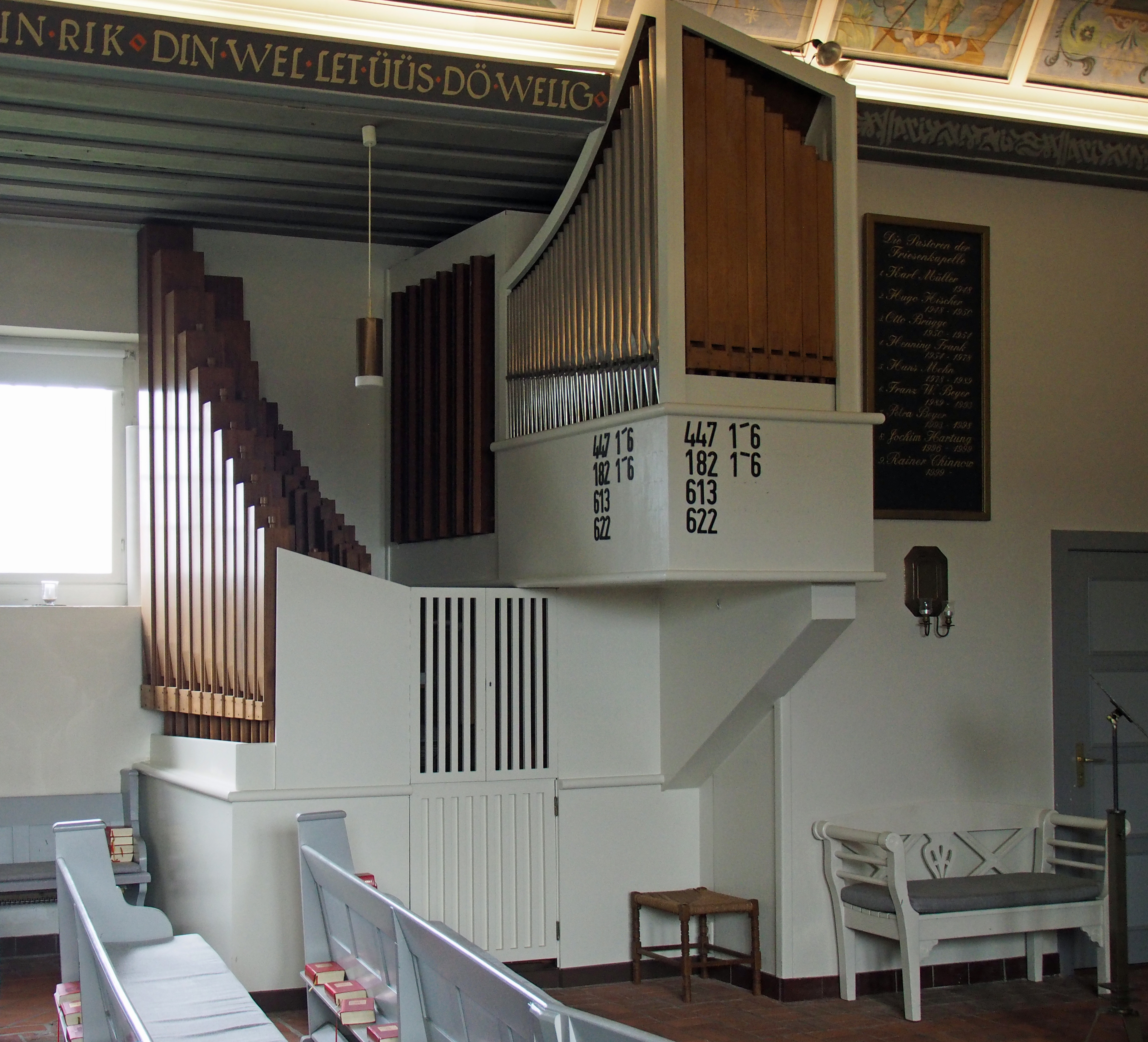
Orgel in der Friesenkapelle

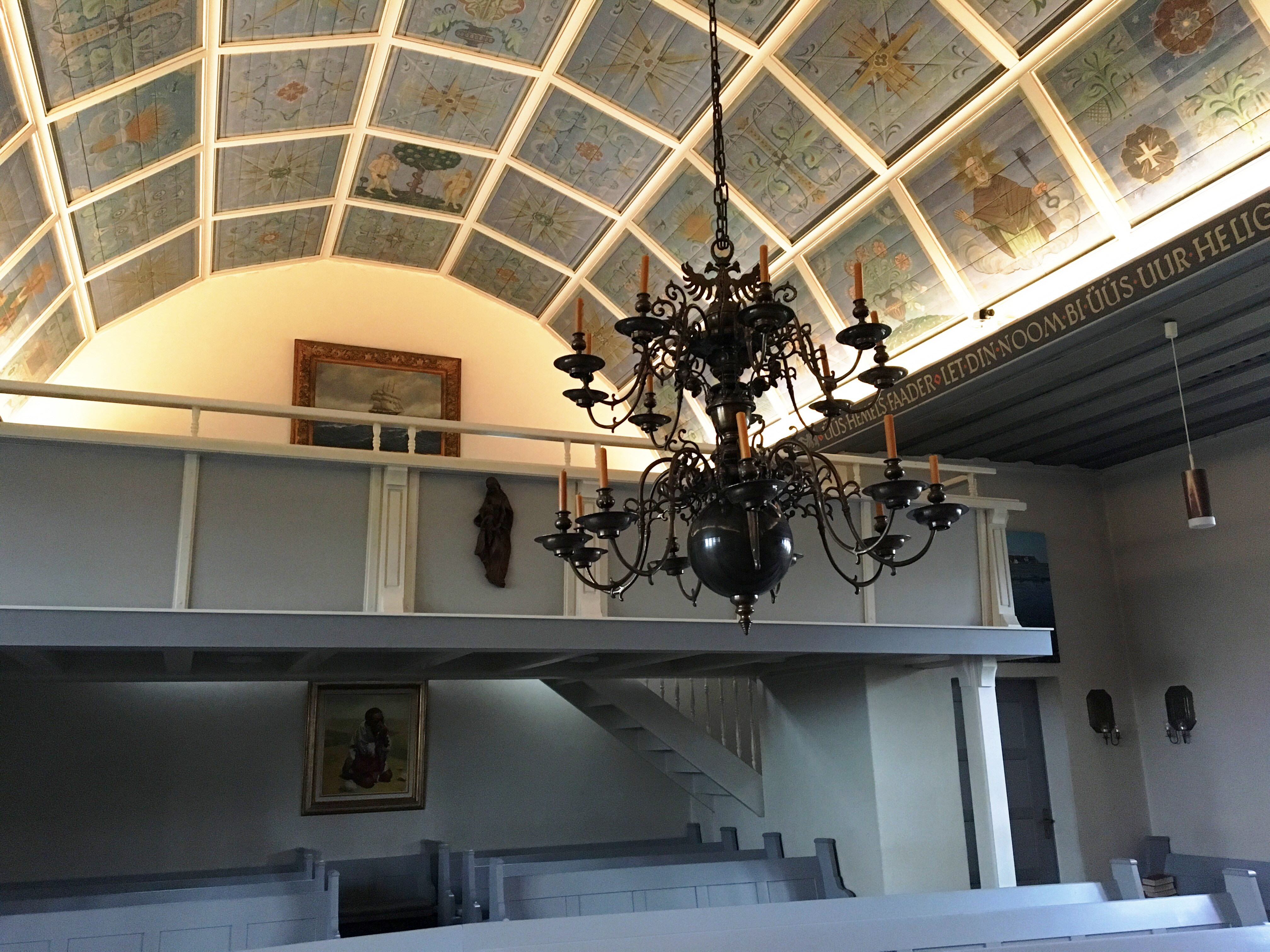
Kronleuchter

Die Friesenkapelle erhielt ihre Orgel 1963. Sie stammt von Orgelbaumeister Eberhard Tolle.
| I Hauptwerk C– |    |
| Gedackt        | 8′ |
| Praestant      | 4′ |
| Prinzipal      | 2′ |

| II Oberwerk (schwellbar) C– |    |
| Gedackt                     | 8′ |
| Salicional                  | 4′ |
| Oktave                      | 2′ |
| Oboe                        | 8′ |
| Tremulant                   |    |

| Pedal C–    |     |
| Subbass     | 16′ |
| Gedacktbass | 08′ |

- Koppeln: II/I, I/P, II/P

### Kronleuchter
Der Kronleuchter aus brauniertem Messing ist ein originalgetreues Duplikat des Leuchters, der in St. Martin zu Morsum hängt. Ein Gast hatte ihn sich für seine Sommerresidenz anfertigen lassen und 1995 über einen Antiquitätenhändler veräußern wollen. Als er kein zufriedenstellendes Angebot erhielt, wollte er ihn der Kirche von Keitum schenken. Da diese mit Objekten aus glänzendem Messing ausgekleidet war, stellte der Pastor den Kontakt zur Norddörfer Kirchengemeinde her, die ihr Interesse bekundete.

## Pastoren

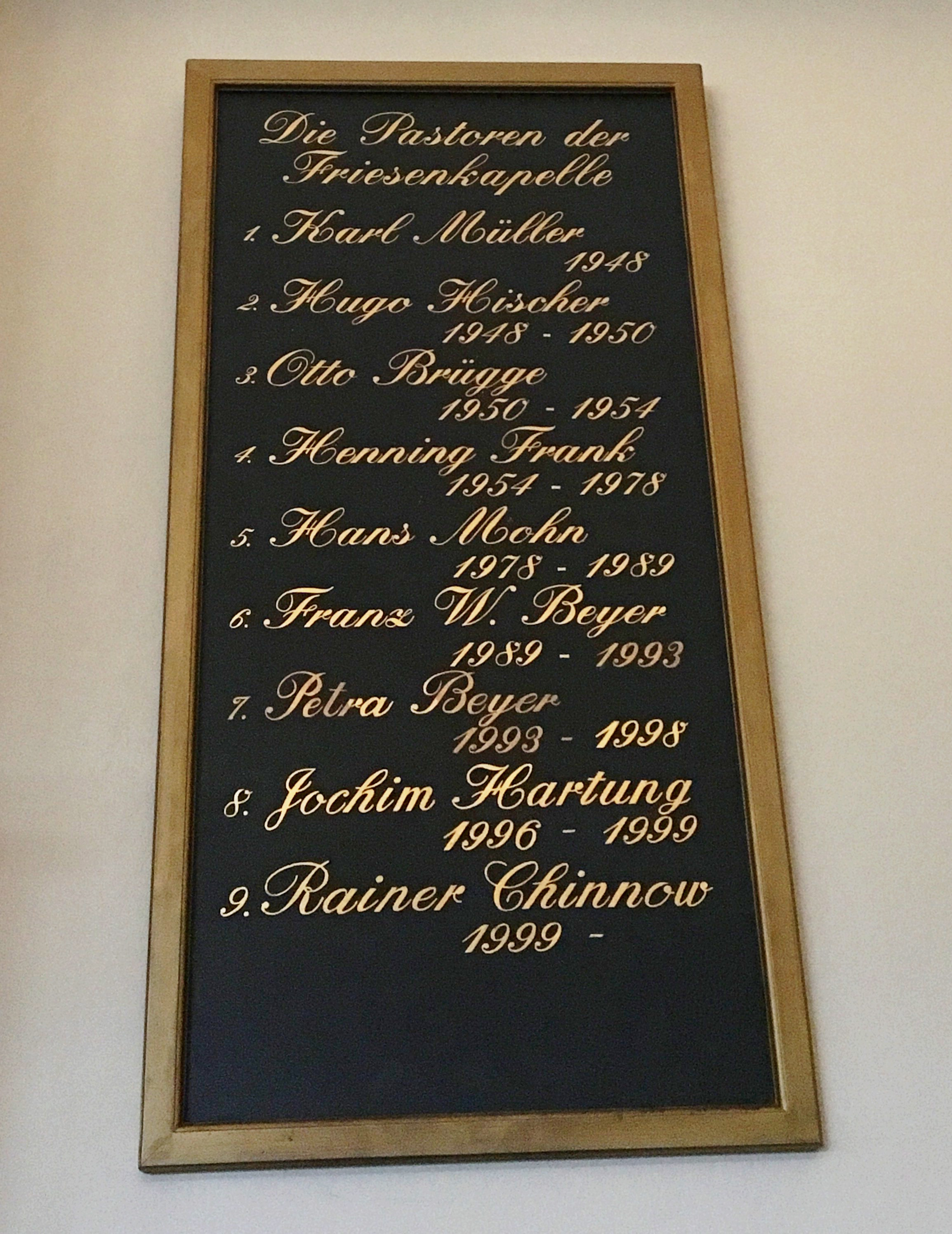
Tafel mit den Pastoren der Norddörfer Kirchengemeinde

| Zeitraum  | Name           |
| --------- | -------------- |
| 1948      | Karl Müller    |
| 1948–1950 | Hugo Hirscher  |
| 1950–1954 | Otto Brügge    |
| 1954–1978 | Henning Frank  |
| 1978–1989 | Hans Mohn      |
| 1989–1993 | Hans W. Beyer  |
| 1993–1998 | Petra Beyer    |
| 1996–1999 | Jochim Hartung |
| seit 1999 | Rainer Chinnow |